# Doggystyle Records
Doggystyle Records (anteriormente conhecido como Dogghouse Records) é uma gravadora norte-americana fundada por Snoop Dogg em 1995. É nomeada em 1993 após o álbum de estreia de Snoop, Doggystyle.

## História
Em 6 de julho de 1995, a Doggy Style Records, Inc. foi registrada na Califórnia com o número de entidade empresarial C1923139. Depois de Snoop Dogg ter sido absolvido de acusações de assassinato em 20 de fevereiro de 1996, ele e a mãe de seu filho e seu canil de 20 pit bulls se mudaram para uma casa de 460 m2 nas colinas de Claremont, Califórnia, e por de agosto de 1996 de quatro Records, uma subsidiária da Death Row Records, assinado do The Gap Banda Charlie Wilson como um dos primeiros artistas da gravadora. A gravadora foi fundada por Snoop Dogg no final de sua autodescrito "servidão" no Mestrado P no Limit Records. A ideia de uma gravadora independente surgiu quando Snoop deixou Death Row mais cedo do que terminar o seu segundo álbum Tha Doggfather. Apesar de completá-la por si mesmo e produzindo as faixas sozinho, a visão de seu próprio selo não concretizado. Muita propaganda foi feito por Snoop em entrevistas, bem como vestindo "Dogghouse-branded" jaquetas de couro e joias feitas na forma do logotipo do estilo Registros Doggy. Finalmente, foi fundada no final de 1999 de forma independente / início de 2000. Ele começou como um lugar para abrigar muitos artistas que tiveram laços com Snoop no passado, mas não foram assinados atualmente a um rótulo, bem como alguns recém-chegados. No entanto, apenas Snoop usado o rótulo para suas próprias versões, e como resultado, muitos artistas eds equerda. Por um tempo, porém, vários artistas da Death Row antigos que colaboraram com Snoop no início da década de 1990 foram assinados com o rótulo. Seu principal objetivo ainda é a endossar todos os direitos autorais para a música gravada a partir de então.
Originalmente, ele foi distribuído pela Universal Music Group, o principal acionista da Vivendi Universal SA que abraçou gravadora MCA o único a liberar de quatro Records como sua subagência com Snoop sendo o executivo em agosto de 200. Em outubro de 2005 Snoop formou uma parceria com a Koch Records, em preparação para o lançamento de Snoop Dogg Presents Welcome to tha Chuuch - da Album, bem como outros álbuns.

Presidente de Criação da Priority Records: Snoop Lion 